# Der kleine Nick (Film)
Der kleine Nick (Originaltitel Le petit Nicolas) ist eine französisch-belgische Filmkomödie von Laurent Tirard aus dem Jahr 2009.

## Handlung
Der kleine Nick soll in der Schule aufschreiben, was er gerne werden würde. Von vielen eifrig schreibenden Mitschülern weiß er, was sie einmal werden wollen, hat aber selbst noch keinen Plan für die Zukunft, will er doch, dass alles so bleibt wie bisher. Eines Tages kommt Mitschüler Joachim zu spät in die Klasse, doch wird er von einem Lehrer entschuldigt: Er hat in dieser Nacht einen kleinen Bruder bekommen. Während die Lehrerin ihn beglückwünscht, sieht Joachim gar nicht glücklich aus. Das Baby schreit die ganze Zeit und niemanden kümmert es, während alle schimpfen, wenn Joachim Lärm macht. Joachim wiederum wollte keinen Bruder, sondern ein Fahrrad, und ist nun doppelt frustriert. Nick will wissen, wie er gemerkt hat, dass die Eltern ein Brüderchen kriegen, und Joachim erklärt, dass Papa zu Mama auffällig nett war und sogar den Müll rausgebracht hat. Kurze Zeit später stellt auch Nick fest, dass seine Eltern sehr friedlich miteinander umgehen. Als der Vater den Müll rausbringt, weiß Nick, dass auch er ein Brüderchen kriegen wird. Nicht nur Joachims düster gezeichnetes Bild seiner zukünftigen Kindheit macht ihm Angst, sondern auch der Gedanke, von seinen Eltern möglicherweise im Wald ausgesetzt zu werden, wenn das Brüderchen da ist – so erging es nämlich dem Däumling, dessen Geschichte gerade in der Schule behandelt wird.
Nicks Vater plant, seinen Chef Maßbaum mit Frau zum Essen einzuladen, weil er sich davon eine schnellere Beförderung erhofft. Nick darf beim Essen nicht dabei sein, weil er nur stören würde – er hört dies zusammenhangslos und befürchtet das Schlimmste. Er versucht in der Folge, sich durch besondere Bravheit hervorzuheben. Er besucht unter anderem ungeliebte Bekannte und spielt mit deren Tochter Marie Hedwig und ihren Freundinnen. Als ihn aber seine Mutter zu einem Waldspaziergang am Wochenende einlädt, verriegelt Nick die Autotüren und weigert sich, herauszukommen, sodass seine Eltern den Wagen (ein Peugeot 404) nach Hause schieben müssen. 
Nick und seine Freunde gründen einen Geheimbund, der sich mit dem Bruderproblem befassen soll. Sie wollen sich in Nicks Haus nützlich machen und so zeigen, dass er zu wichtig ist, um ausgesetzt zu werden. Die Putzaktion geht jedoch schief und führt zu Chaos und einer maschinengewaschenen Hauskatze. Als seine Mutter empört reagiert, packt Nick sofort seine Sachen und geht, kehrt jedoch nach kurzer Zeit nach Hause zurück. Weil er als erstes da war, müsse schließlich am Ende das Brüderchen verschwinden. Diese Aufgabe soll ein Gangster übernehmen. Nick ruft einen Automechaniker an, den er aufgrund von Namensgleichheit für einen entflohenen Sträfling hält. Der Mechaniker will jedoch 500 Francs für eine „Abholung“. Die Kinder wollen zunächst mit Roulette Geld verdienen, geben dann jedoch lieber vor, einen Zaubertrank gebraut zu haben, dessen Wirkung sie mit einem Trick glaubhaft machen. Bald haben sie 530 Francs von Kindern eingenommen, die dafür vom Zaubertrank kosten dürfen.
Als Nick den Mechaniker anruft, fragt er, wo denn das Auto stehe. Nick schlussfolgert, dass der Gangster für seine Arbeit ein Auto braucht. Der reiche Georg schickt seinen Chauffeur Eis holen und setzt allein das Familienauto in Gang, kann jedoch außer Lenken nichts. Die Irrfahrt endet wie geplant vor einer Telefonzelle. Als die Jungen erneut mit dem Mechaniker telefonieren, erscheint Joachim mit Kinderwagen. Er ist inzwischen von seinem Bruder begeistert, der schon seinen Namen sagen kann. Er hat erkannt, dass er später einmal der große Bruder sein wird, zu dem aufgesehen wird und der seinem Brüderchen alles beibringen kann. Nick sagt die Kindesentführung ab und will auch einen Bruder haben. Seine Eltern erklären ihm jedoch, dass die Mutter kein Kind erwarte. Dies ändert sich bald, und Nicks Mutter ist schwanger. Nach langer Wartezeit kommt das Kind zur Welt – eine Schwester. Nicks Zukunftsträume brechen zusammen und er ist empört. Das Schwesterchen findet er im Gegensatz zu allen anderen nicht schön und stellt fest, dass er, wenn er das vorhergesehen hätte, sich doch lieber einen Hund gewünscht hätte. Alle Anwesenden beginnen über seine Worte herzlich zu lachen, und Nick weiß nun, was er später einmal machen will: Er will die Menschen zum Lachen bringen.

## Produktion

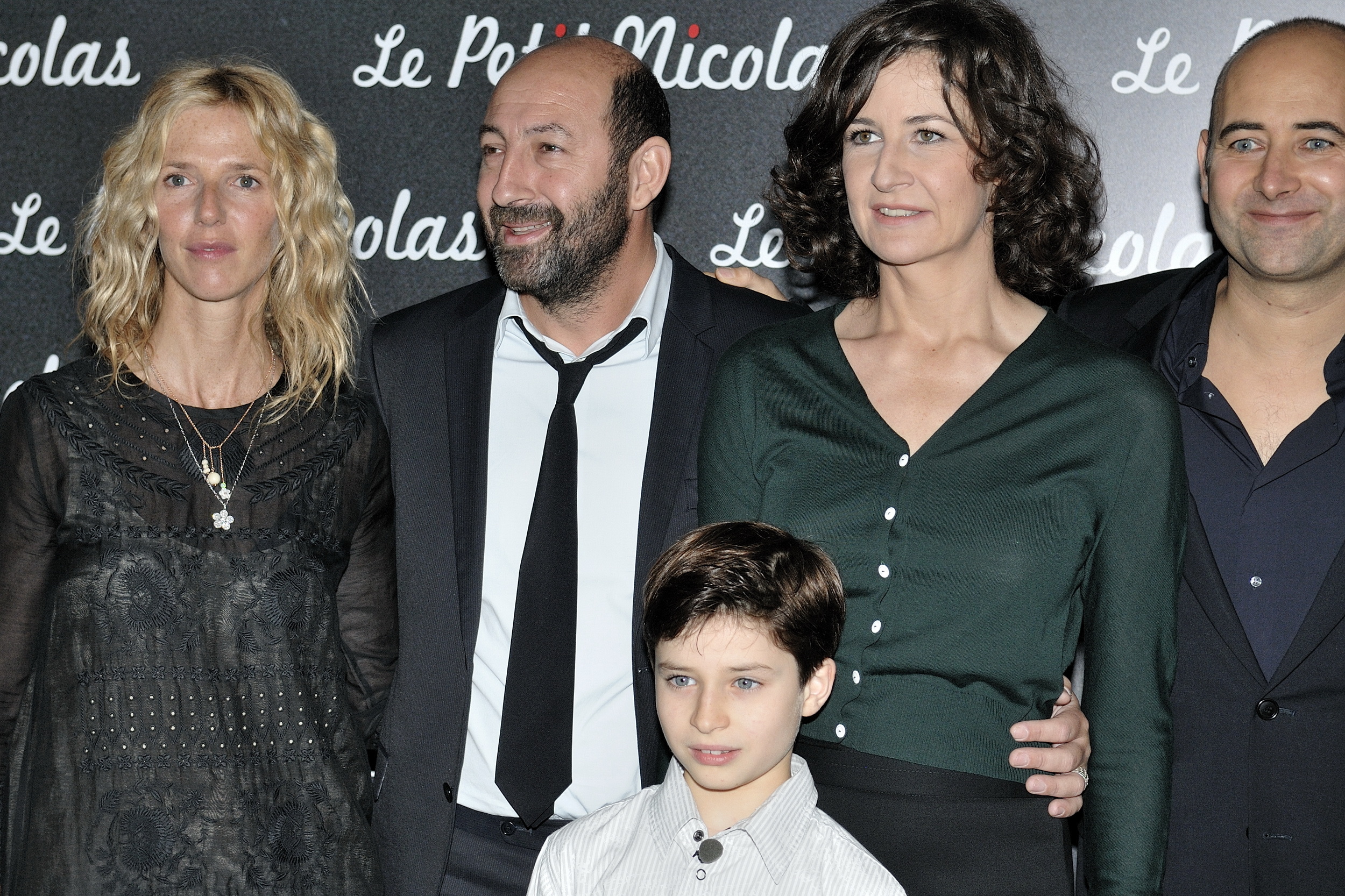
Die Darsteller Sandrine Kiberlain, Kad Merad, Maxime Godart (vorn), Valérie Lemercier und Regisseur Laurent Tirard (v. l. n. r.)

Der kleine Nick beruht auf dem gleichnamigen Kinderbuch von René Goscinny und Jean-Jacques Sempé. Er wurde mit einem Budget von 22 Millionen Euro von Mai bis Oktober 2008 in Paris, Brüssel und Nogent-sur-Marne gedreht und erschien am 30. September 2009 in den französischen und belgischen Kinos. Zudem lief er an dem Tag in den französischsprachigen Teilen der Schweiz an. In Deutschland kam der Film am 26. August 2010 in die Kinos, in den deutschsprachigen Teilen der Schweiz am 2. September 2010 und in Österreich am 17. September 2010. Im April 2011 erschien der Film auf DVD.

## Kritik
Für den Spiegel war Der kleine Nick eine „gelungene Bestsellerverfilmung, die den nostalgischen Charme der legendären Geschichten von René Goscinny und Jean-Jacques Sempé weitgehend bewahrt.“
„Der Realverfilmung von Laurent Tirard gelingt es nahezu perfekt, den unschuldigen Humor und den nostalgischen Charme der Vorlage einzufangen“, schrieb Cinema.

## Auszeichnungen
Laurent Tirard und Grégoire Vigneron wurden für Der kleine Nick 2010 für einen César in der Kategorie Bestes adaptiertes Drehbuch nominiert. Zudem war der Film einer der Kandidaten für den Publikumspreis des Europäischen Filmpreises 2010.
Die Deutsche Film- und Medienbewertung FBW in Wiesbaden verlieh dem Film das Prädikat besonders wertvoll.

## Fortsetzungen
Im Jahr 2014 erschien eine Fortsetzung mit dem Titel Der kleine Nick macht Ferien. 2021 erschien Der kleine Nick auf Schatzsuche.